# Arnold von Bruck
Arnold von Bruck, ook Arnoldus Brugensis (Brugge?, ca. 1500 - Linz, 6 februari 1554) was een Vlaams-Oostenrijkse polyfonist uit de Franco-Vlaamse School.

## Leven en werk

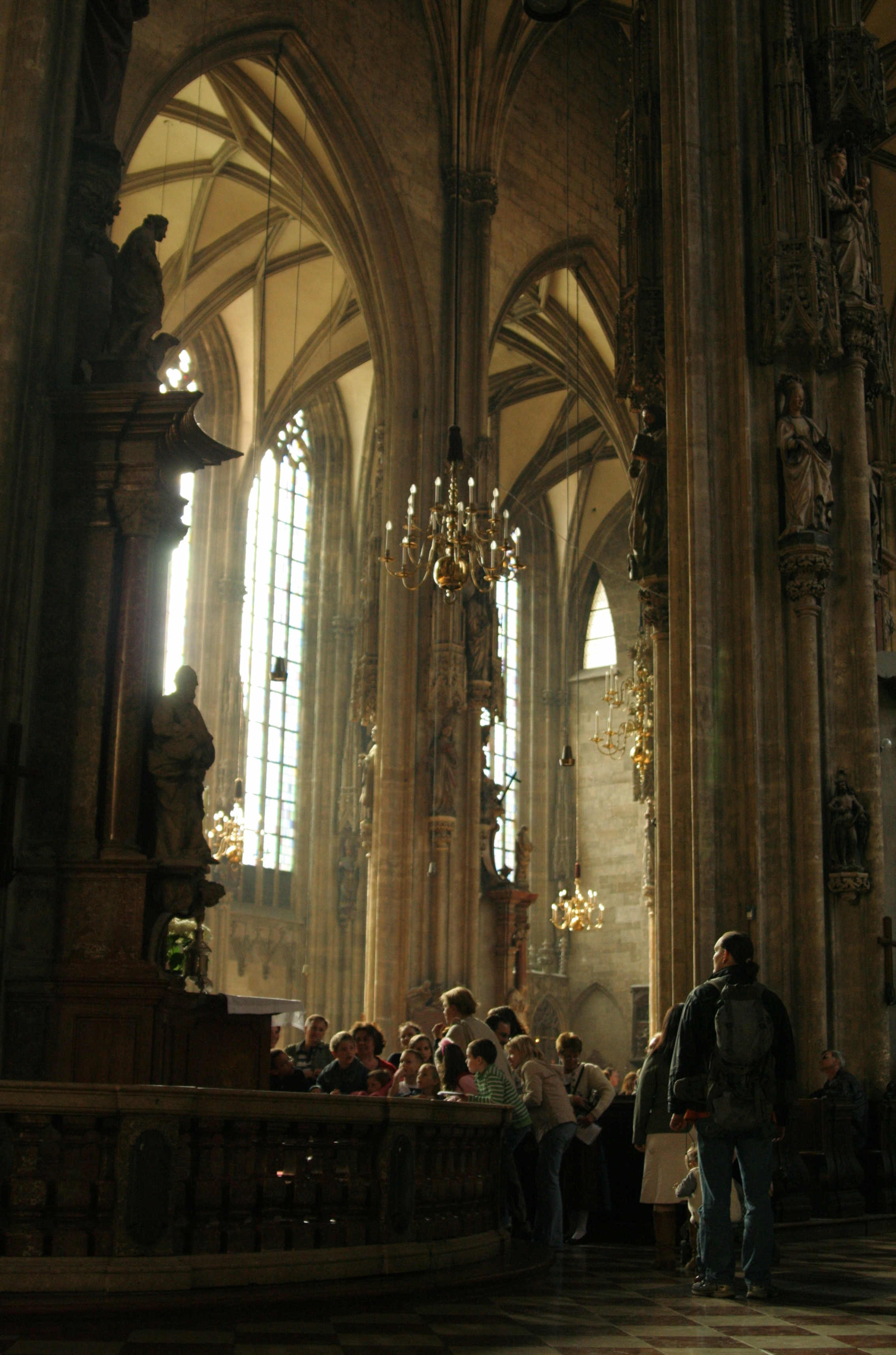
Arnold von Bruck werkte aan de Sint-Stefaansdom in Wenen

Uit onderzoek is gebleken dat de familienaam Von Bruck wijst op zijn afkomst uit het Vlaamse Brugge. Ongeveer vanaf 1510 was Von Bruck in dienst van het Habsburgse hof in Wenen. In 1527 werd Arnold von Bruck, een katholieke gewijde geestelijke, aangesteld als opvolger van Heinrich Finck kapelmeester aan de Weense hofkapel onder keizer Ferdinand I. Een van zijn vice-kapelmeesters was Stephan Mahu. Na bezigheden in Ljubljana, Zagreb en Kocevje werd hij kapelaan aan de Sint-Stefaansdom in Wenen en later in Linz. Tot 1546 bleef hij in elk geval als kapelmeester verbonden aan het Habsburgse hof. Dat de waardering voor Von Bruck groot moet zijn geweest, blijkt wel uit de erepenning die voor hem werd geslagen.
Von Bruck schreef motetten en liederen gegrond op een cantus firmus. Zijn werken werden zowel door katholieken als protestanten gewaardeerd. De tekst van "Mitten wir im Leben sind", zijn meest bekende werk, is van de hand van Martin Luther. Zijn composities werden in 1544 door Georg Rhaw uitgegeven.
Zijn vierstemmig lied met Duitse tekst "Ich weis mir ein mülnerin" past in een traditie van alvast ten minste vijf overgeleverde meerstemmige zettingen van een lied dat vermoedelijk van Nederlandse oorsprong is ("Ic weet een molenarinne"). De zetting van Von Bruck lijkt aantoonbaar gebaseerd op de bas van een driestemmige compositie uit het handschriftelijke liedboek van Lauwerijn van Watervliet.
Het onvolkomen rijm van wat zich als een Duitse vertaling aandient, bevestigt dat het Nederlandse lied model stond.
| Nederlandse tekst uit het liedboek van Lauwerijn van Watervliet (circa 1505) | Duitse versie, gebruikt voor de zetting door Von Bruck |
| --- | --- |
| Ic weet een molenarijnne Van herten alzoo fijn In alle dese landen En mach gheen scoender zijn. Rijck God wou zij mij malen: Goet cooren zal ic huer halen Wil zij mijn molenarijnne zijn. | Ich weis mir ein mülnerin, Ein wunderschönes weib. In allen diesem landen Ein hübsche mülnerin. Wolt Got, ich solt ir malen, Mein körnlein zu ir tragen, So mal ich dirs wen ich mag. |

## Keuze uit het oeuvre
- 1544 "Aus tiefer Not schrei ich zu Dir"
- 1544 "Christ ist erstanden"
- 1544 "Es ist das Heil uns kommen her"
- 1544 "Komm, heiliger Geist, Herre Gott"
- 1544 "Kommt her zu mir, spricht Gottes Sohn"